# لشغيران
لشغيران هي قرية في مقاطعة سلماس، إيران. يقدر عدد سكانها بـ 429 نسمة بحسب إحصاء 2016.